# Cowsay
کَوسِی (به انگلیسی: cowsay) برنامه‌ای است که تصاویر اسکی از گاوها تولید می‌کند که پیامی را بیان می‌کنند (cow در انگلیسی بمعنای گاو و say به معنای گفتن است). این نرم‌افزار می‌توانید نگاره‌هایی را با استفاده از تصاویر از پیش ساخته‌شدهٔ دیگر حیوانات نیز بسازد. نرم‌افزار مرتبطی به نام cowthink نیز وجود دارد که به جای نمایش گاو در حال سخن‌گفتن، گاوی در حال فکر کردن نمایش می‌دهد. پرونده‌هایی با پسوند.cow موجود هستند که می‌توان از آن‌ها برای تولید انواع مختلف گاوها با چشم‌های متفاوت و… استفاده کرد. از این برنامه در آی‌آرسی، تهیهٔ نماگرفت از دسکتاپ، و تولید مستندات نرم‌افزارها استفاده می‌شود. در فرهنگ هکرها این نرم‌افزار کم و بیش حالت جوک دارد، اما قدمت استفاده از آن به قدری است که می‌توان گفت به طور گسترده از آن استفاده می‌شود. در سال ۲۰۰۷ از آن به عنوان بستهٔ روز دبیان یاد شد.
کوسی به زبان پرل نوشته شده است و به همین خاطر با فرامین یونیکس سازگاری خوبی دارد، مثلاً می‌توان از آن برای گفتن اینکه پوشهٔ خانگی کاربر پر شده است، یا نامهٔ جدیدی دریافت شده و… استفاده کرد. افزون بر این‌ها با رابط دروازه مشترک نیز سازگاری کامل دارد.

## نمونه‌ها
فرمان یونیکس fortune را می‌توان برای لوله‌زنی به فرمان cowsay استفاده کرد:
```
baldur@baldur-desktop:~$ fortune | cowsay
 ________________________________________
/ You have Egyptian flu: you're going to \
\ be a mummy.                            /
 ----
        \   ^__^
         \  (oo)\_______
            (__)\      )\/\
                ||----w |
                ||     ||

```

با استفاده از پارامتر -f و در ادامه tux، می‌توان گاو را با تاکس جایگزین کرد:
```
baldur@baldur-desktop:~$ fortune | cowsay -f tux
 _________________________________________
/ You are only young once, but you can    \
\ stay immature indefinitely.             /
 ----
   \
    \
       .----.
       |o_o |
       |:_/ |
      //   \ \
     (|     |)
    /'\_   _/`\
    \___)=(___/

```